# Pteropepon
Pteropepon es un género con cinco especies de plantas con flores perteneciente a la familia Cucurbitaceae. 

## Especies seleccionadas
- Pteropepon argentinense
- Pteropepon deltoideus
- Pteropepon monospermus
- Pteropepon oleiferum
- Pteropepon parodii